# Rewal (gemeente)
De gemeente Rewal is een landgemeente in het Poolse woiwodschap West-Pommeren, in powiat Gryficki.
De zetel van de gemeente is in Rewal.

## Omgeving
Aangrenzende gemeenten:
- Karnice en Trzebiatów (powiat Gryficki)
- Dziwnów en Świerzno (powiat Kamieński)

## Plaatsen
De volgende plaatsen liggen op het grondgebied van de gemeente:
- Niechorze (sołectwo)
- Pobierowo (sołectwo)
- Pogorzelica (sołectwo)
- Pustkowo (sołectwo)
- Rewal (sołectwo, dorp)
- Śliwin (sołectwo)
- Trzęsacz (sołectwo)

## Oppervlakte gegevens
In 2002 bedroeg de totale oppervlakte van gemeente Rewal 41,13 km², waarvan:
- agrarisch gebied: 36,0%
- bossen: 32,0%

De gemeente beslaat 4,04% van de totale oppervlakte van de powiat.

## Demografie
Stand op 2005:
| Omschrijving                   | Totaal | Totaal | Vrouwen | Vrouwen | Mannen | Mannen |
| ------------------------------ | ------ | ------ | ------- | ------- | ------ | ------ |
| eenheid                        | aantal | %      | aantal  | %       | aantal | %      |
| inwoners                       | 3393   | 100    | 1643    | 48,4    | 1750   | 51,6   |
| bevolkingsdichtheid (inw./km²) | 82,5   | 82,5   | 40      | 40      | 42,5   | 42,5   |